# قائمة زملاء الجمعية الملكية المنتخبين في 2006
هذه الصفحة تعرض قائمة زملاء الجمعية الملكية المُنتخبين لعام 2006.

## الزملاء
- David Ewins [الإنجليزية]‏
- Axel D. Becke [الإنجليزية]‏
- Roger Alder [الإنجليزية]‏
- ألان ويلسون
- ترودي ماكاي
- Marc Feldmann [الإنجليزية]‏
- Valerie Beral [الإنجليزية]‏
- كارل جون فريستون
- Richard Battarbee [الإنجليزية]‏
- مالك بيريس
- Ramesh Narayan [الإنجليزية]‏
- ناحوم سونينبرغ
- Helen Saibil [الإنجليزية]‏
- Tom Foxon [الإنجليزية]‏
- Peter Donnelly [الإنجليزية]‏
- Ruth Lynden-Bell [الإنجليزية]‏
- ميخائيل لوكوود
- Calestous Juma [الإنجليزية]‏
- David Barford [الإنجليزية]‏
- ريتشارد أنتوني لويس جونز [الإنجليزية]‏
- Allan Basbaum [الإنجليزية]‏
- Nicholas Shepherd-Barron [الإنجليزية]‏
- أندي هوبر
- Mriganka Sur [الإنجليزية]‏
- John Eland (chemist) [الإنجليزية]‏
- Ziheng Yang [الإنجليزية]‏
- Nigel Grindley [الإنجليزية]‏

## الأعضاء الأجانب
- دان فرنكل
- روجر تسيان